# Scooby-Doo y el Monstruo del Lago Ness
Scooby-Doo and the Loch Ness Monster (Scooby-Doo y el Monstruo del Lago Ness, en Hispanoamérica) es una película de comedia de terror animada directa a vídeo de 2004, y la séptima película directa a video basada en los dibujos animados de Scooby-Doo los sábados por la mañana. Fue lanzada el 22 de junio de 2004, y fue producida por Warner Bros. Animation (aunque Warner Bros. había absorbido completamente Hanna-Barbera Cartoons en ese momento, Hanna-Barbera todavía se acredita como el titular de los derechos de autor y la película terminó con un logotipo de HB).

## Argumento
La pandilla Misterio a la Orden viaja al Lago Ness en Escocia para ver el famoso Castillo Blake, el hogar de los antepasados escoceses de Daphne y de su prima, Shannon. Los terrenos del castillo albergan los primeros juegos anuales de las Tierras Altas, compuestos por muchos deportes tradicionales escoceses. Cuando llegan, Shannon les informa que el castillo ha sido aterrorizado recientemente por el Monstruo del Lago Ness. Shannon dice que ha visto al monstruo y que de hecho es real, una posición compartida por Del Chillman, el entusiasta del Monstruo del Lago Ness y criptozoólogo aficionado, y la profesora Fiona Pembrooke, una científica que ha apostado toda su carrera para demostrar que el monstruo existe. En el extremo opuesto del argumento están Colin y Angus Haggart, su padre Lachlan, competidores locales en los juegos, y Sir Ian Locksley, el juez principal de los juegos (así como director del museo de historia natural de Escocia). Locksley y Pembrooke comparten un odio mutuo (ella era la asistente de investigación de Ian en su museo hasta que la despidió por pasar demasiado tiempo siguiendo el rastro del Monstruo del Lago Ness).
Esa noche, Scooby-Doo y Shaggy se escabullen de su habitación para buscar la cocina y son perseguidos por el monstruo, destruyendo accidentalmente el campo de juego en el proceso. Locksley ve la carnicería y, enfurecido por las afirmaciones de Scooby y Shaggy de casi convertirse en víctimas del Monstruo del Lago Ness, le ordena a Shannon que repare el daño, amenazando con degradar los Juegos de las Tierras Altas a un torneo de golf en miniatura si no lo hace. Vilma descubre, para su sorpresa, que las pistas del Monstruo del Lago Ness se dirigen a la ciudad en lugar del lago. Al día siguiente, la pandilla y Shannon viajan a Drumnadrochit, Inverness-shire. Después de conseguir la ayuda de los Haggart para reconstruir el campo, Fred, Daphne, Vilma y Shannon toman el bote del profesor Pembrooke, lleno de equipos de investigación obsoletos, para buscar al Monstruo del Lago Ness por mar, mientras Shaggy y Scooby toman la Máquina del Misterio y buscan por tierra. Mientras Shaggy está distraído, una mano cambia una señal en la carretera que lleva a Shaggy a perderse. Ambos grupos son atacados por el Monstruo del Lago Ness, que aparentemente está en dos lugares a la vez.
Después de devolver el barco muy dañado al profesor Pembrooke, la pandilla descubre que Sir Ian se ha encargado de patrullar las aguas con un barco de alta tecnología para evitar más "peculiaridades", ya que todavía no está convencido de la existencia del monstruo. En el barco de Locksley, la pandilla y Shannon encuentran algo en las profundidades del lago usando equipo de sonar. Llevan el minisubmarino de Locksley para investigar. En el agua, la banda es atacada por el Monstruo del Lago Ness, pero es salvada por una gran garra magnética en el barco (antes de llegar a la superficie, el Monstruo del Lago Ness golpea la cámara del sonar del submarino fuera de su casco). Cuando regresan al Castillo Blake, encuentran a Del durmiendo en la Máquina del Misterio, quien explica que su camioneta ha sido robada. El Monstruo del Lago Ness luego persigue a la pandilla, Shannon y Del a un pantano, donde se revela que es simplemente un lienzo que cubre la camioneta de Chillman. Fred deduce que el Monstruo del Lago Ness es un señuelo y prepara una trampa para atrapar al verdadero.
Fred envía a Shaggy y Scooby al lago para que actúen como cebo, mientras él y Del se preparan para usar redes para rodear la cala y capturar al Monstruo del Lago Ness. Aparece una gran niebla que bloquea el contacto visual con Shaggy y Scooby. Para empeorar las cosas, la tripulación de Locksley se amotina porque quieren capturar y vender al Monstruo del Lago Ness, y capturan a Daphne, Shannon y al propio Locksley. El Monstruo del Lago Ness ataca a Shaggy y Scooby, persiguiéndolos fuera de la cala. La nave de Locksley se une a las redes, arrastrando a Del y Fred con ella. La tripulación intenta arponear al Monstruo del Lago Ness, pero Daphne y Shannon los distraen lo suficiente como para hacerlos fallar. Justo cuando el Monstruo del Lago Ness está a punto de atacar a Del, Fred y Locksley, Daphne lo captura con la garra magnética de la nave. De repente, aparece un segundo Monstruo del Lago Ness y persigue a Shaggy y Scooby, pero cae en una trampa previamente colocada. Este monstruo se revela como una enorme marioneta controlada por los hermanos Haggart, y el que capturó Daphne se revela como un submarino casero operado por el profesor Pembrooke. Pembrooke usó una entrada secreta en su bote para entrar al Monstruo del Lago Ness y operarlo. También contrató a los hermanos Haggart para que se encargaran del segundo monstruo asumiendo que querían sabotear los juegos, pero Angus y Colin revelan que solo querían hacerlo como una broma. Vilma explica que el plan de Pembrooke era usar su máquina para convencer a Locksley de que existía el verdadero monstruo y pedirle ayuda para encontrarlo.
Al día siguiente, los juegos comienzan según lo programado, pero Locksley llama a todos a su barco para que vean nuevas imágenes del monstruo que la cámara hundida de su minisubmarino (y, sin embargo, obviamente todavía funciona) la cámara había tomado, a una profundidad muy por debajo de lo que podría sobrevivir un destartalado submarino casero como el de Pembrooke. Estas, más otras tres fotos que Pembrooke había tomado varios días antes, son suficientes para convencerlo de que el Monstruo del Lago Ness podría ser real. La película termina con la pandilla abandonando el Castillo Blake, durante la cual Vilma admite que en realidad está contenta de que no hayan descubierto si el Monstruo del Lago Ness era real. La razón de Vilma para esto es: "Es mejor dejar algunos misterios sin resolver". La escena final muestra a Scooby viendo brevemente lo que podría ser el verdadero Monstruo del Lago Ness nadando junto a ellos en el agua.

## Reparto
| Personaje                 | Actor de voz original Estados Unidos | Actor de doblaje · México |
| ------------------------- | ------------------------------------ | ------------------------- |
| Scooby-Doo                | Frank Welker                         | Antonio Gálvez            |
| Fred Jones                | Frank Welker                         | Luis Alfonso Padilla      |
| Shaggy Rogers             | Casey Kasem                          | Arturo Mercado            |
| Vilma Dinkley             | Mindy Cohn                           | Irene Jiménez             |
| Daphne Blake              | Grey DeLisle                         | Yolanda Vidal             |
| Shannon Blake             | Grey DeLisle                         | Sarah Souza               |
| Lachlan Haggart           | Frank Welker                         | Armando Réndiz            |
| Duncan MacGubbin          | Michael Bell                         | Julián Lavat              |
| McIntyre                  | Michael Bell                         | Roberto Mendiola          |
| Sir Ian Lochsly           | Jeff Bennett                         | Carlos Águila             |
| Del Chillman              | Jeff Bennett                         | Alfredo Barron            |
| Profesora Fiona Pembrooke | Sheena Easton                        | Maggie Vera               |
| Colin Haggart             | John DiMaggio                        | Óscar Flores              |
| Angus Haggart             | Phil LaMarr                          | Víctor Hugo Aguilar       |
| Insertos                  | N/D                                  | Víctor Hugo Aguilar       |

## Personajes
- Frank Welker como Scooby-Doo, Fred Jones, Lachlan Haggart
- Casey Kasem como Shaggy Rogers
- Mindy Cohn como Vilma Dinkley
- Grey DeLisle como Daphne Blake, Shannon Blake
- Michael Bell como Duncan MacGubbin, McIntyre
- Jeff Bennett como Del Chillman, Sir Ian Locksley, Harpoon Gunner
- John DiMaggio como Colin Haggart, Voluntario #1
- Phil LaMarr como Angus Haggart, Voluntario #2
- Sheena Easton como la Profesora Fiona Pembrooke

## Novelización
Scholastic Corporation lanzó una novelización de la historia junto con la película. La novela fue escrita por la autora estadounidense de fantasía y ciencia ficción Suzanne Weyn.